# Catedral de Santa Tecla em Este

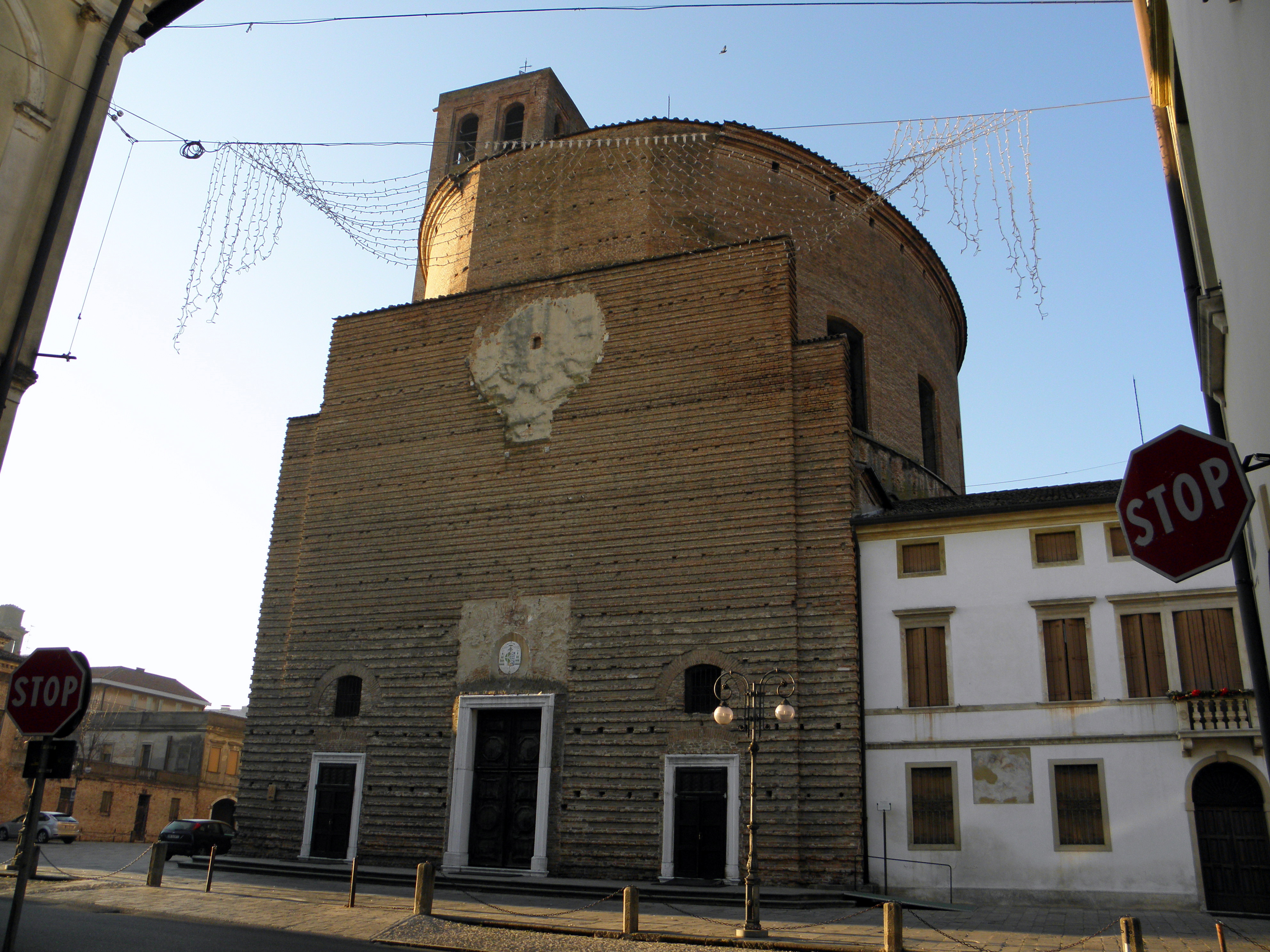
Fachada com campanário nas traseiras.

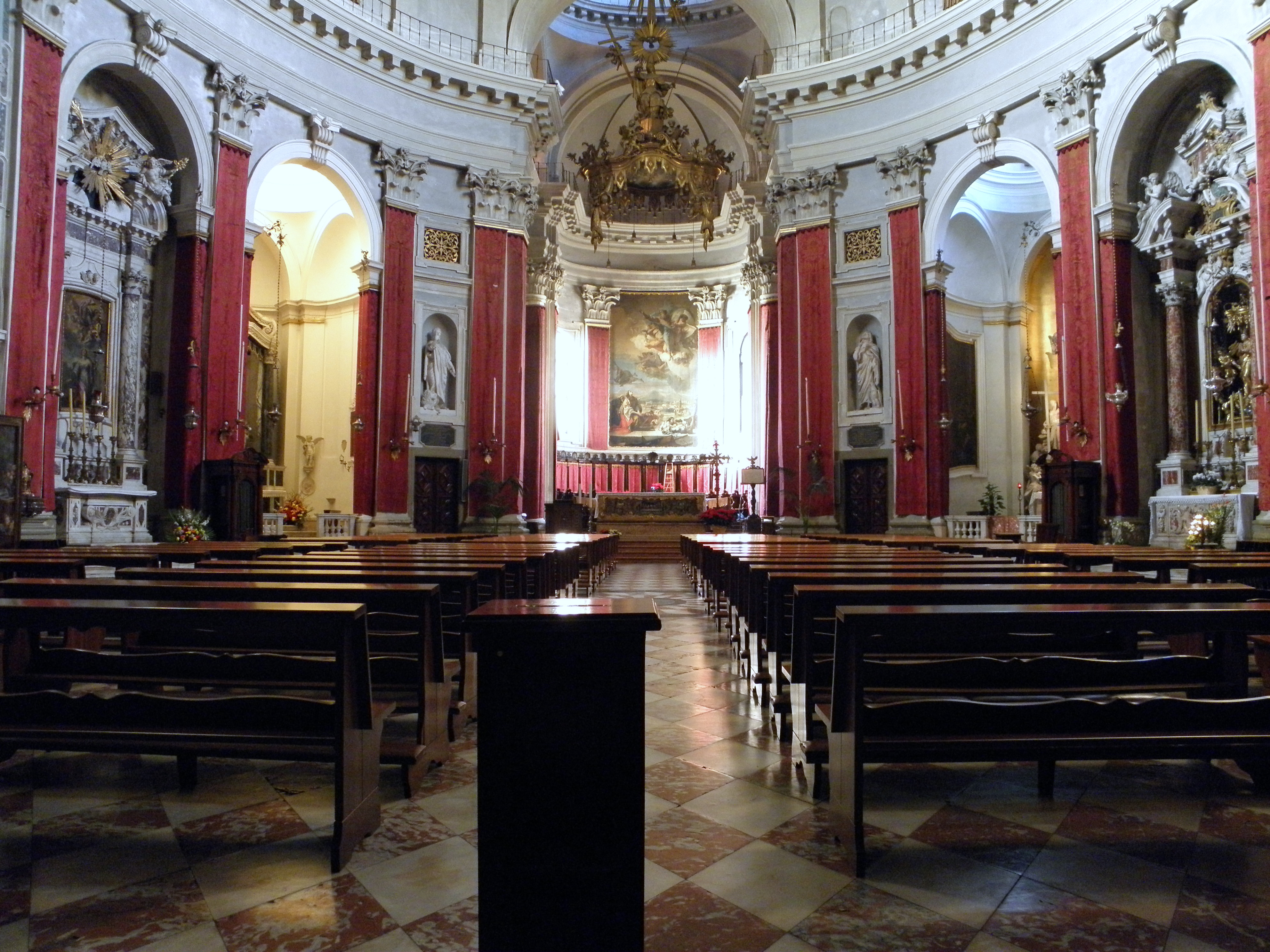
Abside voltado para o interior

Santa Tecla é um duomo católico romano e a igreja principal em estilo barroco da cidade de Este, na província de Pádua, Veneto, Itália.

## História
A catedral foi construída entre o séculos IV e o V, quando uma igreja foi erguida sobre as ruínas de um antigo templo pagão e dedicada a Santa Tecla, uma virgem e mártir da Anatólia. A catedral foi remodelada ao longo dos séculos. Foi reconstruída no século VIII até possuir cinco naves. A igreja foi reconsagrada pelo Papa Leão IX em 1052. Até o século XVI, continuou a ter a abside a leste. Durante uma reforma entre 1583 e 1592, projetada por Vincenzo Scamozzi, a fachada foi reorientada.
Após um terremoto de 1688 danificar a igreja, uma reconstrução completa foi promovida pelo arcipreste da cidade Marco Marchetti, usando projetos para uma nave elíptica com uma cúpula alta, do arquiteto veneziano Antonio Gaspari. A obra foi iniciada em 1690 com a bênção do bispo Gregorio Barbarigo, e concluída em 1720 com a consagração do Cardeal Rezzonico, futuro Papa Clemente XIII . A fachada nunca foi concluída e permanece em tijolo bruto. A parte inferior da torre sineira data do século VIII, mas foi elevada à altura atual em 1724 pelo arquiteto Rossi. 

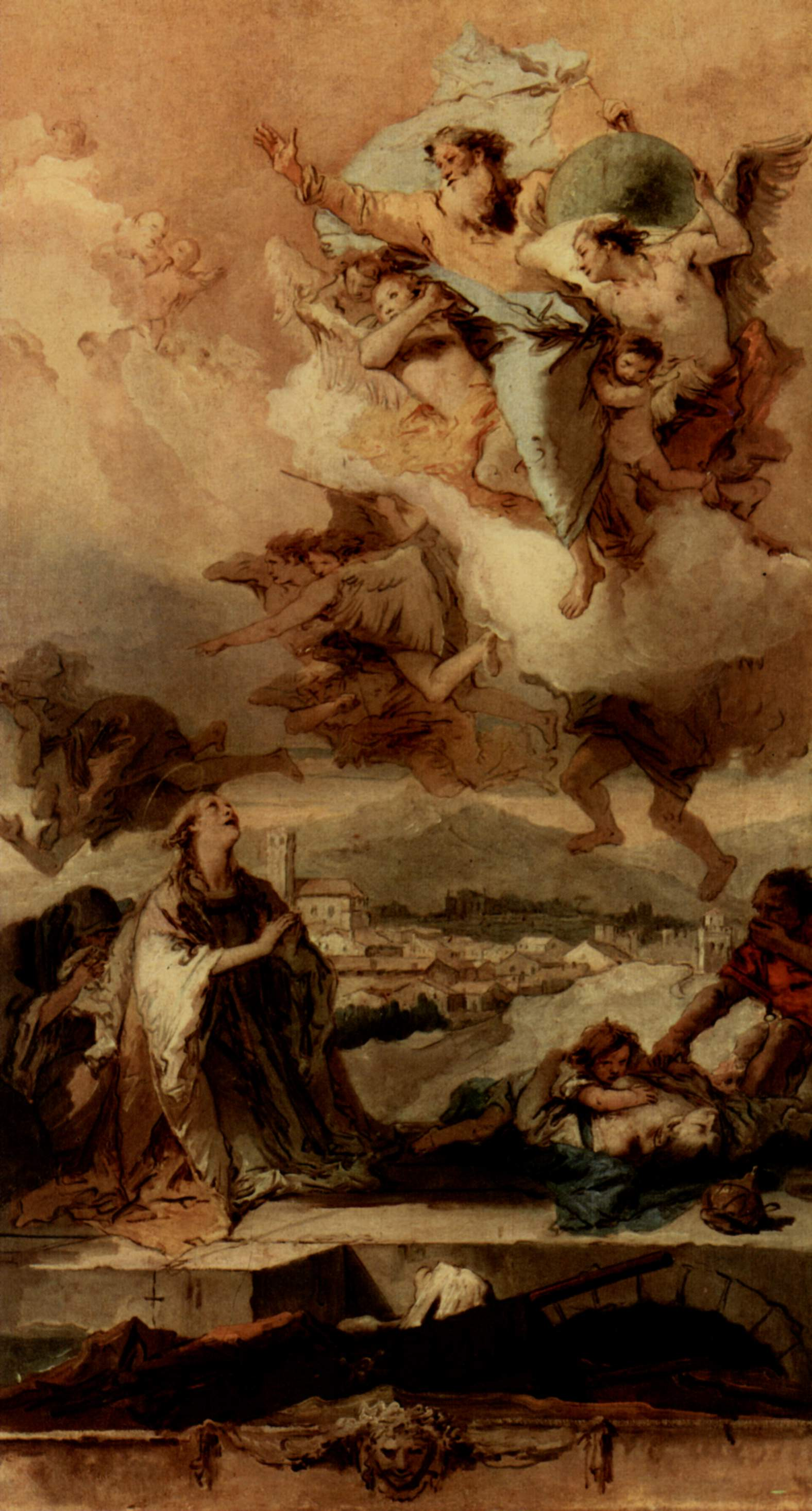
Santa Tecla Libertando a cidade de Este da Peste, 1758-59, (antes da restauração) por Tiepolo na igreja de Santa Tecla.

O retábulo-mor é uma obra-prima de Giovanni Battista Tiepolo, representando Santa Tecla orando pela libertação de Este da Peste (1759). À direita do presbitério, na Capela do Santíssimo Sacramento, está um grupo escultórico em mármore representando o Triunfo da Eucaristia de Antonio Corradini, incluindo uma mulher velada representando a Fé. Na capela esquerda, está um crucifixo de madeira do século XVII de Francesco Terilli . As estátuas de mármore da base, representando Maria Madalena abraçando a cruz com a Madona sustentada por Maria Salomé, foram esculpidas cerca de um século depois por Bernardo Falconi . O teto da nave exibe uma representação do Martírio de Santa Tecla de Jacopo Amigoni .
No segundo altar, à direita da entrada, existe uma urna de vidro com o corpo da bem-aventurada Beatriz I d'Este (1191-1226). Sobre o altar, encontra-se uma tela do século XIX que representa a Virgem, São João Baptista e a Beatriz d'Este de Michelangelo Grigoletti . 
Outras pinturas estão alojadas na Sacristia e no Oratório de San Valentino, que é conectado por uma escada formal e vestíbulo, e incluem uma Madonna de Andrea del Sarto ; Flagelação de Cristo atribuída a Durer ; e outras pinturas de Giovanni Battista Zelotti, Antonio Zanchi, Luca da Reggio e Tiepolo. 